# Liste des vaisseaux de Gundam Seed
Cette page recense les vaisseaux de l’Ère Cosmique (C.E. / コズミック・イラ, Kosumikku Ira), univers des séries animées Mobile Suit Gundam SEED et Mobile Suit Gundam SEED DESTINY.
Liste des légendes associées :
- GS = Mobile Suit Gundam SEED
  - GS‑SE1 = Mobile Suit Gundam SEED Special Edition
  - GSR1 = Mobile Suit Gundam SEED HD Remaster
- GS‑A = série Mobile Suit Gundam SEED ASTRAY
  - GSA = Mobile Suit Gundam SEED ASTRAY
  - GSAR = Mobile Suit Gundam SEED ASTRAY R
  - GSAB = Mobile Suit Gundam SEED ASTRAY B
  - GSXA = Mobile Suit Gundam SEED X ASTRAY
  - GSDA = Mobile Suit Gundam SEED DESTINY ASTRAY
  - GSΔA = Mobile Suit Gundam SEED C.E.73 Δ ASTRAY
  - GSFA = Mobile Suit Gundam SEED FRAME ASTRAYS
  - GSVA = Mobile Suit Gundam SEED VS ASTRAY
  - GSDAR = Mobile Suit Gundam SEED DESTINY ASTRAY R
  - GSDAB = Mobile Suit Gundam SEED DESTINY ASTRAY B
  - GSAP = Mobile Suit Gundam SEED ASTRAY Princesse du Ciel
  - GSM = Mobile Suit Gundam SEED MSV ASTRAY
- GSV = Mobile Suit Gundam SEED MSV
- GSD = Mobile Suit Gundam SEED DESTINY
  - GSD‑FP1 = Mobile Suit Gundam SEED DESTINY FINAL PLUS : Le futur qu'ils ont choisi
  - GSD‑SE1 = Mobile Suit Gundam SEED DESTINY Special Edition
  - GSDR1 = Mobile Suit Gundam SEED DESTINY HD Remaster
- GSDV = Mobile Suit Gundam SEED Destiny MSV
- GSSG = Mobile Suit Gundam SEED C.E.73 STARGAZER
- GSF = Mobile Suit Gundam SEED FREEDOM

1 N'est précisé qu'en cas de distinction avec la version originale.

## Alliance Terrienne
Classe Agamemnon
- Agamemnon
- Menelaos (GS) (8e flotte)
- Ortygia
- Doolittle
- Oda Nobunaga
- Washington
- Roosevelt (GS) (Saint‑Valentin Sanglante)

Classe Archangel
- LCAM‑01XA Archangel (GS, GSD) (Alliance des Trois Vaisseaux ; GAT‑X105 Strike Gundam)
- LCAM‑01XB Dominion (GS) (Blue Cosmos ; GAT‑X131 Calamity Gundam, GAT‑X252 Forbidden Gundam, GAT‑X370 Raider Gundam)

Classe Cornelius
- ReHOME (GS, GSA)
- Hiyokumaru (GS)
- unité non identifiée (GS)

Classe Drake
- Bernard
- Law
- Antigonos
- Xerxes
- Seleukos
- Belgrano

Classe Girty Lue
- Girty Lue (GSD) (81e Corps Mobile Indépendant ou Phantom Pain)
- Nana Buluku (GSSG) (81e Corps Mobile Indépendant ou Phantom Pain ; GAT‑X103AP Verde Buster Gundam et GAT‑X105E+AQM/E‑X09S Strike Noir Gundam)
- unité non identifiée (GSDA)

Classe Hannibal
- Bonaparte (GSD, GSSG) (81e Corps Mobile Indépendant ou Phantom Pain ; GFAS‑X1 Destroy Gundam)

Classe Nelson
- Nelson
- Montgomery (GS) (8e flotte)
- Cassandros (GS) (8e flotte)
- Paris (GS) (8e flotte)
- Ptolemaios (GS) (8e flotte)

## ZAFT
Classe Eternal
- FFMH‑Y101 Eternal (GS, GSD) (Faction Clyne, Alliance des Trois Vaisseaux ; ZGMF‑X09A Justice Gundam et ZGMF‑X10A Freedom Gundam ; ZGMF‑X19A ∞ Justice Gundam et ZGMF‑X20A Strike Freedom Gundam)

Classe Laurasia
- Gamow (GS) (escadron Le Creuset)
- Tsuigara
- Ziegler (GS) (escadrons Laconi et Porto)
- Galvani
- Amzen

Classe Lesseps
- Lesseps (GS, GSA, GSAR)
- Desmond (GSD)

Classe Minerva
- LHM‑BB01 Minerva (ZGMF‑X56S Impulse Gundam et ZGMF‑X23S Saviour Gundam)

Classe Nazca
- Vesalius (GS) (escadron Le Creuset)
- Hoisinger (GS) (escadron Le Creuset)
- Helderton (GS) (escadron Le Creuset)
- Voltaire (GSD) (escadron Jule)
- Rousseau (GSD) (escadron Jule)
- Caernafon (GSD)
- Holst (GSD)
- Burton
- Barfest
- Fourier
- Herchel
- Amzen
- Rembrandt
- Gansback
- Bonstell
- Marvest
- unité non identifiée (GSD)

Classe Vosgulov
- Vosgulov (GSD) (escadron Zala)
- Cousteau (GS) (corps Morassim)
- Nyiragongo (GSD)
- Degtyarev
- Varnass
- St. Augustine
- Bjelica
- Ilyas
- St. Helens (GSD)

## Union d'Orb
- Kusanagi (GS, GSD) (liaison entre Orb et Heliopolis, Alliance des Trois Vaisseaux ; MBF‑02 Strike Rouge)

## Autre
- Jupiter (GS) (vaisseau civil d'exploration spatiale de l'astronaute et premier Coordinateur historique George Glenn, pour sa mission longue vers la planète homonyme)